# Gümüş
Pour les articles homonymes, voir Gümüş (homonymie).
Gümüş, qui signifie argent (le métal) en turc, également connue sous le titre Nour et Muhanad (نور و مهند dans les pays arabes, est une série télévisée turque en cent épisodes de 90 minutes diffusée du 20 janvier 2005 au 16 juin 2007 sur Kanal D.
La série a connu un succès international dans les années 2000, surtout dans le monde arabe et turcophone.
Le dernier épisode de la série a été vu par 85 millions de téléspectateurs. Cette série a marqué le début du succès de diffusion de séries télévisées turques dans le monde arabe,.

## Diffusion
Elle était diffusée depuis 2005 sur la chaîne turque Kanal D, rediffusée depuis 2007 sur D Max.
La chaine fut diffusée dans la plupart des pays arabes et turcophones ainsi que dans certains pays d'Europe de l'Est.
Elle est diffusée généralement sur les chaînes LBC et MBC sous le nom arabe de Nour ou Noor (« Lumière »).
La série fut également diffusée en Roumanie via Kanal D sous le titre Iubire de Argint (« Amour d'Argent ») et sur la chaîne de télévision bulgare bTV sous le titre Перла (« Perle »).

## Synopsis
La série raconte la vie du couple formé par Gümüş et Mehmet Şadoğlu ainsi que celle de leur famille. Après la mort accidentelle de sa petite amie, Mehmet fait une dépression. Son grand-père décide alors de le marier à une jeune fille de la campagne, Gümus, que Mehmet avait aimée dans son enfance. Au fil des épisodes, leur couple sera entrainé dans une série d'aventures : enlèvement, emprisonnement et tentatives de meurtres.

## Distribution
- Songül Öden : Gümüş
- Kıvanç Tatlıtuğ : Mehmet
- Ekrem Bora (tr) : Mehmet Fikri
- Güngör Bayrak (tr) : Şeref
- Funda İlhan : Esra
- Ayça Varlıer (tr) : Pınar
- Laçin Ceylan (tr) : Gülsün
- Sevinç Kıranlı (tr) : Bahar
- Tarık Ünlüoğlu (tr) : Tarık
- Barış Bağcı (tr) : Emir